# Cohasset (Kalifornia)
Cohasset – jednostka osadnicza w Stanach Zjednoczonych, w stanie Kalifornia, w hrabstwie Butte.